# Тодорова, Елисавета
 Елисавета Тодорова  (род. 6 сентября 1984, Велико-Тырново) — болгарская футболистка, полузащитник; футбольный тренер. Мастер спорта Украины.

## Биография
Родилась 6 сентября 1984 года в Велико-Тырново.
Начала заниматься футболом в 1995 году. С 2003 по 2006 год выступала за ЛП Супер Спорт в чемпионате Болгарии. В составе команды становилась чемпионом страны сезона 2003/04. После этого перешла в украинскую «Зарю-Спартак» из Луганска. В 2007 году стала футболисткой калушского «Нефтехимика», вместе с которым завоевала золото украинского первенства. Всего за «Нефтехимик» Тодорова сыграла в 7 матчах, забив 3 гола. Её следующей командой стала мариупольская «Ильичёвка».
Выступала за сборную Болгарии.
В 2013 году являлась тренером женской сборной Казахстан для футболисток до 17 лет. Под её руководством команда выступала на турнире «Развитие» в Минске и квалификации на чемпионат Европы 2014 года. Параллельно с этим она являлась тренером команды ДЮСШ № 7 из города Шымкент, выступающей в чемпионате Казахстана. В августе 2013 года Тодорову оштрафовали на 50 000 тенге за оскорбительные выражения в адрес судейской бригады.

## Достижения
«ЛП Супер Спорт»
- Чемпион Болгарии: 2003/04

«Нефтехимик»
- Чемпион Украины: 2007